# أذن الفأر الجبلي
أذن الفأر الجبلي أو آذان الفأر الجبلي (الاسم العلمي: Myosotis alpestris) نبات عشبي بري منبته الجبال العالية ينتمي إلى الفصيلة الحمحمية. يقال أنه طبي لكنه مبهم المنافع. منه ضروب زراعية تزيينية. ينمو في جميع أنحاء ألاسكا وكذلك سلسلة جبال الهيمالايا على ارتفاعات تتراوح بين 3000 و4300 م.